# Rongères
 Rongères  là một xã ở tỉnh Allier thuộc miền trung nước Pháp.